# Adrian Rolko
Adrian Rolko (Hradec Králové, 14 settembre 1978) è un ex calciatore ceco, di ruolo difensore.

## Carriera
Ha giocato nella prima divisione ceca.

## Palmarès

### Club

#### Competizioni nazionali
- Coppa della Repubblica Ceca: 1

Mladá Boleslav: 2010-2011